# 1945 - Un village se rebelle
Pour plus de détails, voir Fiche technique et Distribution.
1945 - Un village se rebelle est un téléfilm autrichien, de fiction basée sur des événements réels, réalisé par Gabriela Zerhau (de), sorti sur les écrans autrichiens en juin 2019, et sur Arte en janvier 2020.

## Synopsis
L'histoire se déroule dans les dernières semaines de la Seconde Guerre mondiale, à Altaussee (Styrie, Autriche). De nombreuses œuvres d'art volées par les Nazis sont stockées dans la mine de sel d'Altaussee avant leur installation dans le Musée du Führer prévu à Linz. Les mineurs locaux, autrichiens, participent à leur entreposition et à leur inventaire, sous la surveillance d'une unité de soldats allemands. Dans la montagne, des « maquisards », déserteurs et résistants, de la région ou non, également au courant de la présence de ce trésor de guerre au fond de la mine, sont tenus à distance par des milices villageoises armées.
Ordre est donné au Gauleiter du Danube supérieur, August Eigruber, le responsable politique et administratif nazi, de procéder dès que nécessaire à la destruction de cette collection en faisant sauter la mine. Cela signifie également la fin de l'activité minière dans la vallée. Pour cela, des bombes sont introduites dans des caisses en bois et placées dans un fond de tunnel.
De nombreux mineurs, et autres habitants autrichiens, sans compter les officiels, sont ouvertement nazis ou sympathisants du régime. Le savetier Franz Mitterjäger, aidé de sa femme Elsa, participe avec l'aide du boucher Gerhard Fleischer à la fourniture clandestine d'alimentation à un groupe de résistants. Josef Rottenbacher, mineur fontainier, traité de lâche par Elsa, n'est pas nazi ni sympathisant, mais essaie d'échapper à toute prise de position durant la guerre, et accepte d'organiser des parties de pêche sur le lac pour le général SS Ernst Kaltenbrunner, tout en restant attaché à son ami d'enfance Franz Mitterjäger.
L'histoire de ces quelques personnages est métaphorique des sensibilités de l'ensemble de la collectivité. Josef fait avertir Franz de sa proche arrestation, lui permettant d'y échapper. Quand est annoncée la mort d'Adolf Hitler et la capitulation allemande, Franz commet l'erreur de retourner chez lui de nuit, et est abattu. Au matin, une bonne partie du village improvise un enterrement correct à Franz, contre les consignes allemandes.
Les huit caisses contenant les bombes sont découvertes par les deux fontainiers. Josef obtient un entretien avec Kaltenbrunner, et l'autorisation orale de faire sortir les bombes, contre la promesse de rapporter sa bonne action aux Américains proches de prendre la région et ainsi laisser une porte de sortie à Kaltenbrunner et à son second, persuadés de pouvoir être embauchés par les Alliés. Les bombes sont sorties de la mine : les soldats du détachement de la Wehrmacht qui garde la mine, sur consultation téléphonique de Kaltenbrunner par le capitaine allemand responsable, empêchent la Gestapo d'intervenir.
Le matin suivant, les soldats alliés américains entrent dans la vallée. Les trésors sont sauvés, la mine aussi.

## Fiche technique
- Réalisation : Gabriela Zerhau
- Scénario : Gabriela Zerhau
- Production : Kirsten Hager, Anja Föringer, Thomas Hroch, Gerald Podgornig
- Musique : Dominik Giesriegl
- Caméra : Carsten Thiele
- Montage : Anke Berthold
- Costumes : Monika Hinz
- Décors de film : Bertram Reiter
- Chargé(e) de programme : Pit Rampelt, Julia Sengstschmid, Olaf Grunert
- Son : Thomas Szabolcs

## Distribution
- Fritz Karl : Josef « Sepp » Rottenbacher
- Brigitte Hobmeier (de) : Elsa Mitterjäger
- Harald Windisch (de) : Franz Mitterjäger
- Maresi Riegner (de) : Leni Mitterjäger
- Francis Fulton-Smith (de) : le directeur Waldstetter
- Oliver Masucci : Dr. Ernst Kaltenbrunner
- Philipp Hochmair : August Eigruber
- Gerhard Liebmann : Johann Dörfler
- Aaron Friesz : Karl Dörfler
- Verena Altenberger : Eva Schädler
- George Lenz : Alfred Schädler
- Adrian Spielbauer : Lois Pliesinger
- Philipp Rafferty : Major Thompson
- Johannes Silberschneider : Dr Hermann Rinner
- Norman Hacker : Xaver Pröttel
- Rainer Wöss : Sick, un homme de la Gestapo
- Franz Grieshofer : Heinzi
- Daniel Keberle : Willi
- Peter Lerchbaumer : Schuchlenz, policier militaire
- Harry Lampl : Oberfeldwebel Rittig
- Markus Freistätter : Soldat SA
- Reinhard Muß : Fleischer Gerhard
- Lorenzo Walcher : Flori
- Ian Towers : Reporter américain
- Lucy Wirth : Duchesse Luise von Gosling

## Accueil
Les réactions du public autrichien sont variées, mais portent surtout sur l'hommage mérité aux héros silencieux, au courage civil.